# Roberto Plano
Roberto Plano (Varese, 1º agosto 1978) è un pianista italiano, vincitore del Cleveland International Piano Competition e premiato ai Concorsi Van Cliburn, Honens, Valencia, Sendai, Geza Anda.

## Discografia
- Inspiration, Roberto Plano & Paolo Paliaga, 2017 Da Vinci Classics, B075QNDJB1
- Franz Liszt, Harmonies poétiques et religieuses, 2016 Decca, 481 2479
- Giovanni Sgambati: Piano Quintets and String Quartets, Quartetto Noferini, 2015 Brilliant Classics 94813
- Bedrich Smetana: Album leaves, 2014 Brilliant Classics 94788
- Andrea Luchesi: Piano Concertos. (C) 2013 Concerto Classics, B00DJ5IOGK
- Andrea Luchesi: Piano Sonatas & Rondos. (C) 2012 Concerto Classics, B006MA7V5E
- Franz Liszt: Tre sonetti del Petrarca, due ballate, due leggende. Azica Records, ACD71222.
- Fryderyk Chopin: Notturni op.27 - Franz Liszt: Polonaise n°2, Sposalizio, Sonetto del Petrarca n°104, Parafrasi sul Rigoletto - Aleksandr Nikola'evič Skrjabin: Sonata-Fantasia n°2 op.19. Sipario Dischi, CG109C

## Recensioni critiche
È stato definito dal Chronicle il "Pavarotti del pianoforte", "il più grande interprete scriabiniano del presente e del passato" dal critico statunitense  John Bell Young e "l’erede di Rubinstein e Horowitz" dal commentatore radiofonico di Chicago  Paul Harvey.